# David Jassy
David Jassy es un músico, compositor y productor musical sueco. También es conocido como Dave Monopoly y es fundador de Jassy World Entertainment.
El 23 de noviembre de 2008 fue detenido por la policía de Los Ángeles bajo la sospecha del asesinato del músico de jazz John Osnes después de un enfrentamiento en un paso de peatones  en la jornada anterior. En febrero de 2010 fue condenado a cadena perpetua por asesinato de segundo grado. David Jassy ha apelado y el proceso está todavía en curso. Tendría la libertad condicional recién en 2024.

## Carrera
Jassy ha escrito letras para varios artistas como la cantante estadounidense Ashley Tisdale con la cual participó en las canciones "Be Good to Me", "Not Like That", "It's Alright, It's OK", "Acting Out", "Crank It Up" y "Watcha Waiting For", con la banda femenina alemana No Angel en canciones como "Goodbye to Yesterday" y "Back Off". Además inició proyectos con la recién formada banda V Factory en temas como "Love Struck", "In It For The Love", "Catch 22", "History" y "Outta Control".
Él trabajó en la producción del último álbum de la estrella pop sueca Darin, colaborando en canciones como "Runaway", "Flashback", "Karma", "Strobelight", "Roadtrip" y "What If".
Jassy ha colaborado también con muchos productores y compositores de gran talento como Bloodshy & Avant (Britney Spears, Madonna), Kara DioGuardi (Christina Aguilera, Céline Dion), RedOne (Lady Gaga, Akon, Enrique Iglesias), Twin (Ashley Tisdale, V Factory, Tynisha Keli) y The Writing Camp (Brandy, Sean Kingston)y es gran amigo de Daniele Manrique.